# Matt Moran

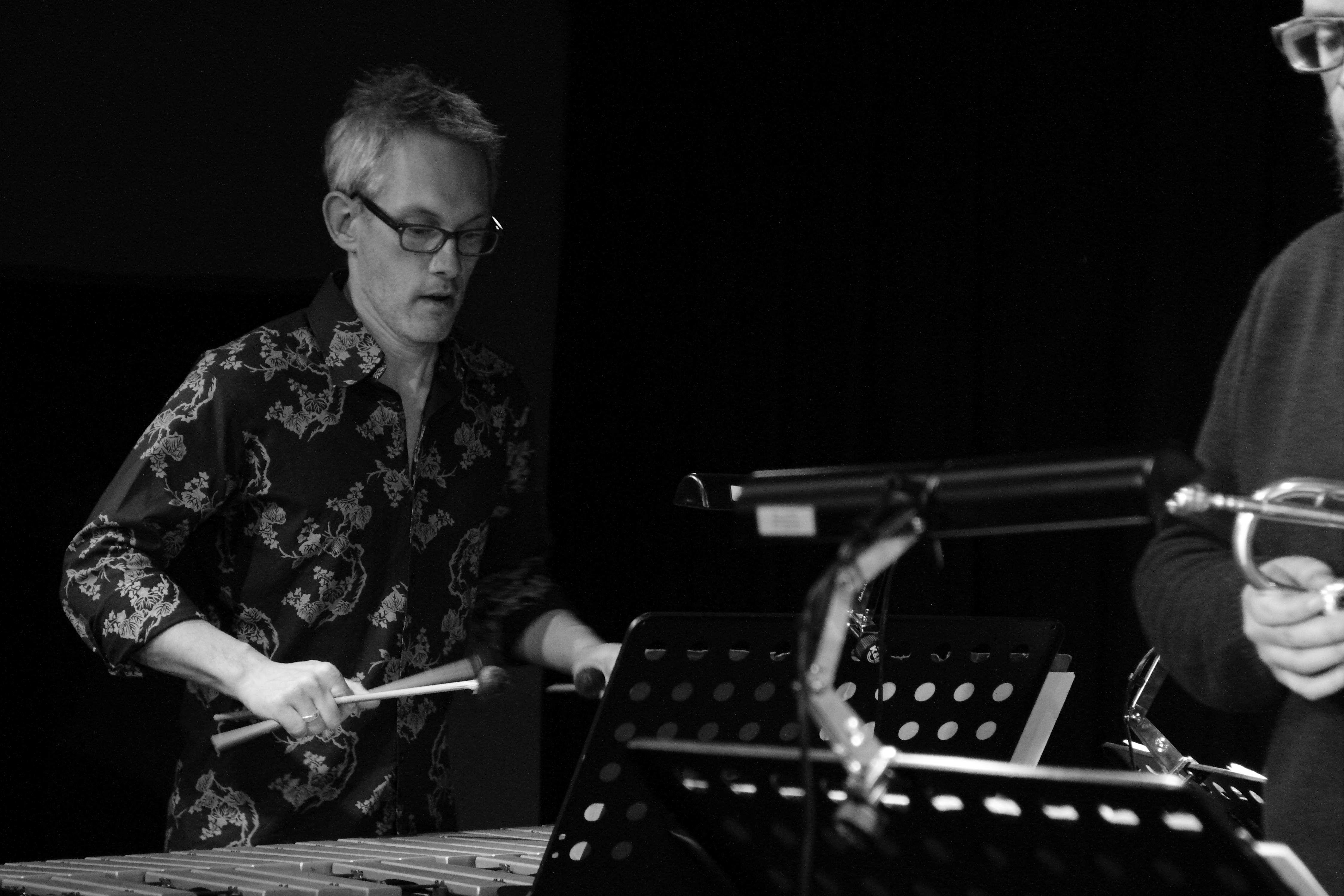
Matt Moran, 2014

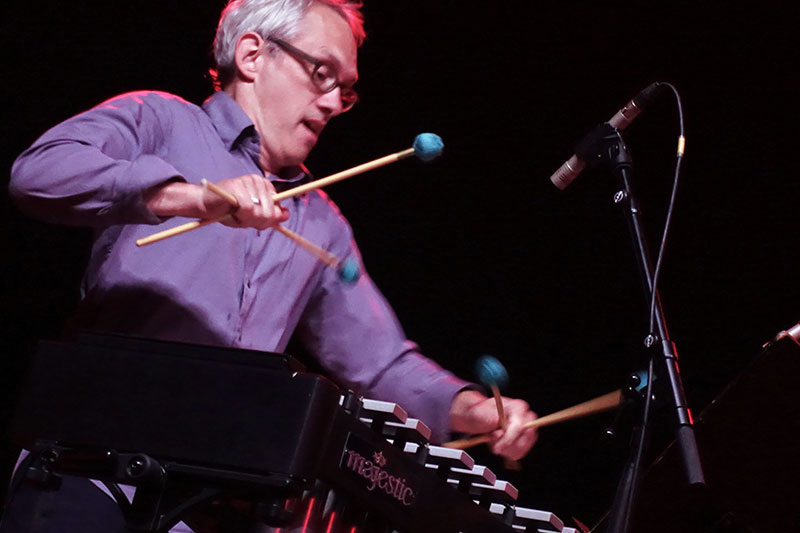
Matt Moran, Aarhus Jazz Festival, Dänemark 2016

Matt Moran ist ein US-amerikanischer Jazzmusiker (Vibraphon, Perkussion) und Arrangeur des Modern Creative.

## Leben und Wirken
Matt Moran erwarb 1995 den Master in Jazz-Komposition am New England Conservatory, wo er bei Joe Maneri studierte. Nach seinem Umzug nach New York arbeitete er u. a. in den Bands von Paul Flaherty, Ellery Eskelin, Mat Maneri, Theo Bleckmann, Daniel Levin, William Parker, Reuben Radding, Sufjan Stevens und Nate Wooley sowie als Musiker und Arrangeur im Claudia Quintet mit John Hollenbeck und in der Band Sideshow, außerdem als Perkussionist mit Balkan-Folkbands wie der Kavala Brass Band, Zlatne Uste Balkan Brass Band und Slavic Soul Party!. 1995 erschien sein Debütalbum Blurred and Somewhat Indistinct. 2023 legte er mit Ivo Perelman das Duoalbum Tuning Forks vor und wirkte auch bei Perelmans Seven Skies Orchestra (2023) mit.
Moran ist nicht mit dem gleichnamigen Hardcore-Musiker („Satronica“) sowie mit dem australischen Fernsehkoch (* 1969) zu verwechseln.

## Diskographische Hinweise
- John Hollenbeck / The Claudia Quintet (2001)
- Ellery Eskelin: Vanishing Point (HatOLOGY, 2001)
- Reuben Radding: Intersections (2006)
- Daniel Levin: Blurry (Hatology, 2007)
- The Claudia Quintet: For (Cuneiform, 2007)
- The Claudia Quintet + Gary Versace: Royal Toast (Cuneiform, 2010)
- Daniel Levin: Bacalhau (Clean Feed, 2010)
- Nate Wooley Quintet: (Put Your) Hands Together (Clean Feed, 2011)
- Matt Moran Trio: Return Trip (Diskonife, 2020), mit Gary Versace, Tom Rainey
- Mick Rossi, Peter Hess, Matt Moran: You Break You Buy (2023)